# Ray Haddington
Ray Haddington (1923 – 1994) là một cầu thủ bóng đá thi đấu ở vị trí tiền đạo tầm xa tại Football League cho Oldham Athletic, Manchester City, Stockport County, Bournemouth, Rochdale và Halifax Town.